# 稲垣隆行
稲垣 隆行（いながき たかゆき）は、日本の男性アニメーター、アニメ演出家、アニメ監督。群馬県出身。東京アニメーター学院卒。
アゼータ・ピクチャーズに所属していた。2004年の『砂ぼうず』で初監督。監督作では脚本家に山口宏、早坂律子、柿原優子を起用することが多い。
名義をイナガキタカユキとカタカナ表記にする事もある。

## 参加作品

### テレビアニメ
1997年
- あずきちゃん（1997年 - 1998年、動画）

1998年
- Bビーダマン爆外伝（原画）
- グランダー武蔵RV（原画）

1999年
- 十兵衛ちゃん -ラブリー眼帯の秘密-（原画）
- 地球防衛企業ダイ・ガード（原画）
- 魔法使いTai!（原画）

2001年
- 破壊魔定光（原画）
- GEAR戦士電童（原画）
- 地球防衛家族（演出）
- 真・女神転生デビチル（原画）
- シスター・プリンセス（原画）
- Cosmic Baton Girl コメットさん☆（ED原画）
- ココロ図書館（原画）
- HELLSING（原画）

2002年
- キディ・グレイド（演出）
- プリンセスチュチュ（原画）
- まほろまてぃっく 〜もっと美しいもの〜（原画）

2003年
- 魔探偵ロキRAGNAROK（ED原画）
- GAD GUARD（原画）
- エアマスター（原画）
- PEACE MAKER鐵（2003年 - 2004年、絵コンテ・演出・原画 / ED原画）

2004年
- R.O.D -THE TV-（原画）
- F-ZERO ファルコン伝説（原画）
- この醜くも美しい世界（原画）
- 砂ぼうず（2004年 - 2005年、監督・絵コンテ・演出 / OPED絵コンテ・演出 / ED原画）

2005年
- SPEED GRAPHER（原画）
- トリニティ・ブラッド（原画）
- BLACK CAT（2005年 - 2006年、絵コンテ・演出・原画 / OP絵コンテ・演出 / ED原画）

2006年
- ウィッチブレイド（OP原画）
- スクールランブル 二学期（絵コンテ・演出）
- マージナルプリンス〜月桂樹の王子達〜（監督・絵コンテ・演出）
- パンプキン・シザーズ（絵コンテ）

2007年
- 月面兎兵器ミーナ（原画）
- ぼくらの（ED絵コンテ・演出）
- 瀬戸の花嫁（絵コンテ）
- ロミオ×ジュリエット（絵コンテ・原画）
- Devil May Cry（絵コンテ・演出）

2008年
- ロザリオとバンパイア（監督・絵コンテ・演出）
- ロザリオとバンパイア CAPU2（監督・脚本・絵コンテ）

2009年
- 戦場のヴァルキュリア（絵コンテ）
- シャングリ・ラ（絵コンテ）
- ささめきこと（絵コンテ）
- 乃木坂春香の秘密 ぴゅあれっつぁ♪（絵コンテ）

2010年
- ジュエルペット てぃんくる☆（絵コンテ・演出）
- B型H系（絵コンテ）
- 祝福のカンパネラ（絵コンテ）
- そらのおとしものf（絵コンテ）
- 咎狗の血（絵コンテ）

2011年
- ジュエルペット サンシャイン（2011年 - 2012年、監督・絵コンテ・演出 / ED絵コンテ・演出）

2012年
- トータル・イクリプス（監督（2話まで）・シリーズ構成（17話まで）・脚本・絵コンテ）
- ジュエルペット きら☆デコッ!（2012年 - 2013年、絵コンテ）
- ダンボール戦機W（絵コンテ）

2013年
- 戦勇。（原画）
- NARUTO -ナルト- 疾風伝（絵コンテ）
- マギ（絵コンテ・原画）
- ジュエルペット ハッピネス（絵コンテ / ED絵コンテ・演出）
- 俺の脳内選択肢が、学園ラブコメを全力で邪魔している（監督）
- ぎんぎつね（絵コンテ）

2014年
- ニセコイ（絵コンテ）
- レディ ジュエルペット（絵コンテ）
- 悪魔のリドル（絵コンテ / ED絵コンテ・演出）
- 幕末Rock（絵コンテ）
- デンキ街の本屋さん（絵コンテ）

2015年
- アルドノア・ゼロ（絵コンテ）
- 聖剣使いの禁呪詠唱（監督・音響監督）
- 艦隊これくしょん -艦これ-（絵コンテ）
- 空戦魔導士候補生の教官（監督・音響監督・絵コンテ）

2016年
- ナースウィッチ小麦ちゃんR（絵コンテ）
- この素晴らしい世界に祝福を!（絵コンテ）
- プリパラ（絵コンテ）
- リルリルフェアリル〜妖精のドア〜（絵コンテ）
- 坂本ですが?（絵コンテ）
- 初恋モンスター（監督）
- タイムボカン24（監督）

2017年
- 風夏（絵コンテ）
- 天使の3P!（ED絵コンテ）
- ひなろじ〜from Luck & Logic〜（絵コンテ）
- アホガール（絵コンテ）
- アクションヒロイン チアフルーツ（絵コンテ）
- タイムボカン 逆襲の三悪人（監督）

2018年
- ちおちゃんの通学路（監督・シリーズ構成・絵コンテ・演出）
- ゾンビランドサガ（原画）

2019年
- エガオノダイカ（絵コンテ）
- RobiHachi（絵コンテ・演出・原画）
- 八月のシンデレラナイン（絵コンテ）
- 魔入りました!入間くん（絵コンテ・演出）

2020年
- 魔女の旅々（絵コンテ）

2021年
- ましろのおと（絵コンテ）

2022年
- BIRDIE WING -Golf Girls' Story-（監督）

2023年
- この素晴らしい世界に爆焔を!（絵コンテ）
- シャングリラ・フロンティア（絵コンテ）

2024年
- 僕の心のヤバイやつ（絵コンテ）
- Re:Monster（監督・絵コンテ）
- 怪獣8号（演出）
- この素晴らしい世界に祝福を!3（絵コンテ）

2025年
- キン肉マン 完璧超人始祖編（演出）
- Sランクモンスターの《ベヒーモス》だけど、猫と間違われてエルフ娘の騎士として暮らしてます（絵コンテ）
- Aランクパーティを離脱した俺は、元教え子たちと迷宮深部を目指す。（絵コンテ）
- 美男高校地球防衛部ハイカラ!（絵コンテ）
- サイレント・ウィッチ 沈黙の魔女の隠しごと（絵コンテ）

### 劇場アニメ
2006年
- ブレイブ ストーリー（原画）

2012年
- 映画ジュエルペット スウィーツダンスプリンセス（原画）

### OVA
2005年
- スクールランブル 一学期補習（原画）
- 戦闘妖精雪風（作画監督補佐）

2007年
- こはるびより（ - 2008年、監督・脚本・絵コンテ・演出）

2008年
- スクールランブル 三学期（原画）

2009年
- 異世界の聖機師物語（ - 2010年、絵コンテ）

2010年
- 聖痕のクェイサー 〜女帝の肖像〜（絵コンテ・演出）

2011年
- Baby Princess 3Dぱらだいす0 [ラブ]（監督）

### Webアニメ
2019年
- ニンジャボックス（総監督）

### ゲーム
2013年
- 怒首領蜂最大往生（Xbox 360版、オープニングムービー演出）